# Hauptmann (cráter)
Hauptmann es un cráter de impacto de 118 km de diámetro del planeta Mercurio. Debe su nombre al dramaturgo alemán Gerhart Hauptmann (1862-1946), y su nombre fue aprobado por la  Unión Astronómica Internacional en 1985.